# Open de Suisse de snooker
L'Open de Suisse est un tournoi de snooker organisé à Zofingen ouvert aux joueurs professionnels et amateurs et de catégorie non classée (en anglais non ranking), c'est-à-dire ne comptant pas pour le classement mondial.

## Histoire
Le tournoi s'est tenu pour la première fois en 2003 et a été renouvelé chaque année jusqu'en 2007. L'édition inaugurale a été remportée par le Belge Bjorn Haneveer, les quatre suivantes par des joueurs britanniques.

## Palmarès
| Année                   | Vainqueur               | Finaliste               | Score                   | Saison                  |
| Open de Suisse (pro-am) | Open de Suisse (pro-am) | Open de Suisse (pro-am) | Open de Suisse (pro-am) | Open de Suisse (pro-am) |
| ----------------------- | ----------------------- | ----------------------- | ----------------------- | ----------------------- |
| 2003                    | Bjorn Haneveer          | Ian McCulloch           | 5–4                     | 2003-2004               |
| 2004                    | Ian McCulloch           | Jimmy White             | 5–1                     | 2004-2005               |
| 2005                    | Ricky Walden            | Ken Doherty             | 5–3                     | 2005-2006               |
| 2006                    | Matthew Couch           | Dave Harold             | 4-3                     | 2006-2007               |
| 2007                    | Dave Harold             | Ken Doherty             | 5–0                     | 2007-2008               |

## Bilan par pays
| Pays       | Joueurs | Total | Premier titre | Dernier titre |
| ---------- | ------- | ----- | ------------- | ------------- |
| Angleterre | 4       | 4     | 2004          | 2007          |
| Belgique   | 1       | 1     | 2003          | 2003          |